# Verb
În gramatică, verbul este o parte de vorbire care exprimă în general o acțiune, ca de exemplu a alerga, a construi. Tot în categoria verbelor intră și o serie de alte cuvinte care, deși nu exprimă acțiunea propriu-zisă îndeplinită de subiect, din punct de vedere morfologic se comportă identic. Astfel, există verbe care exprimă existența sau starea (a fi, a sta), recepționarea pasivă a unei acțiuni exterioare (a primi, a auzi), o transformare (a crește, a dispărea) etc.
Termenul verb vine în românește din franțuzescul verbe, cu același sens, și care la rândul lui provine din latinescul verbum (cuvânt, verb). Romanii au preluat noțiunea din grecește, unde rhema avea același sens.
Datorită importanței sale în comunicare, verbul este una dintre cele două părți de vorbire prezente în toate limbile, cealaltă fiind substantivul. În multe limbi, inclusiv limba română, cele mai scurte propoziții corecte gramatical și cu sens de sine stătător sunt cele care conțin un verb.

## Capacitatea combinatorică sintactică sau valența
Valența este un concept (similar cu acela din chimie) prin care se precizează numărul conexiunilor care pot lega verbul de alte părți de vorbire. Astfel valența poate fi:
0 pentru verbele impersonale. De exemplu, referentul verbului a ploua nu interacționează cu niciun alt obiect: „Plouă de două zile”.
1 pentru verbele intranzitive. De exemplu, acțiunea denumită de verbul a alerga are o singură conexiune, și anume cu subiectul: „Copiii alergau printre copaci”.
2 pentru verbele tranzitive. De exemplu, verbul a bea este legat atât de subiect cât și de complementul direct: „Ion a băut toată apa din sticlă”.
3 pentru verbele numite bitranzitive. De exemplu, verbul a spune se leagă de subiect, de complementul direct și de complementul indirect: „Bunica îi spune nepotului povestea cu ursul”.

## Tipologia verbelor

### Verbe predicative
Verbele predicative (sau personale) sunt verbele la moduri predicative. Verbul predicativ are întotdeauna funcția sintactică de predicat verbal.
Modurile predicative sunt:
Indicativ (se formează la toate timpurile). Exemplu: „Eu citesc”.
Conjunctiv. Exemplu: „Eu trebuie să citesc”.
Condițional-optativ. Exemplu: „Eu aṣ citi”.
Imperativ (se formează numai în propoziții exclamative la persoana a doua singular și plural). Exemplu: „Citește!”

### Verbe auxiliare
Verbele care servesc la conjugarea altor verbe se numesc auxiliare. În exemplele de mai jos verbele auxiliare sunt subliniate:
În română: Spectacolul a fost superb, dar aș fi vrut să fie mai lung.
În engleză: Will you replace the window John has broken? (Schimbi tu geamul pe care l-a spart John?)
În franceză: Les invités sont déjà arrivés, mais je ne leur ai pas encore parlé. (Invitații au sosit deja, dar încă n-am vorbit cu ei.)
În japoneză: 鈴木さんは太ってきたけど言われたくないみたい。 (Doamna Suzuki s-a îngrășat, dar se pare că nu vrea să i se spună.)

### Verbe copulative
Când predicatul unei propoziții se exprimă printr-un nume predicativ, cuvântul de legătură dintre acesta și subiect se numește copulă. În multe limbi acest cuvânt este un verb, numit în această poziție verb copulativ. De exemplu, în propoziția "[...] iubirea de moșie e un zid [...]" verbul "e" este un astfel de verb.
Sunt verbe copulative: a fi, a deveni, a ajunge, a ieși, a se face, a rămâne, a părea, a însemna, a reprezenta.

## Flexiune în limba română
În limba română forma verbelor se modifică în timpul vorbirii în funcție de persoana, numărul și uneori genul subiectului. De asemenea, prin conjugare, verbul își poate schimba forma în funcție de alți parametri, precum timpul, modul, aspectul sau diateza.
Există verbe, numite defective, a căror conjugare este incompletă, din paradigma lor lipsind o parte din forme.
În limba română verbele se clasifică adesea în funcție de terminația de la modul infinitiv în patru grupe, numite conjugări:
- conjugarea I, verbe terminate în -a: a lucra, a cînta, a crea,[2] a veghea;[3]
- conjugarea a II-a, verbe terminate în -ea: a avea, a vedea, a cădea;
- conjugarea a III-a, verbe terminate în -e: a face, a crede, a cere, a merge;
- conjugarea a IV-a, verbe terminate în -i sau -î: a citi, a fugi, a coborî, a hotărî.

Această clasificare în patru grupe de conjugare se face mai degrabă în scopuri didactice și are o valoare practică limitată. Astfel, de exemplu, deși verbele a purta și a scurta se comportă diferit în timpul conjugării — eu port, dar eu scurtez — asemănarea formală a infinitivului le pune în aceeași grupă. Analiza detaliată a fenomenelor morfologice duce la concluzia că verbele limbii române se organizează în circa 11 grupe (numărul precis depinde de tratarea verbelor rare ca excepții sau ca formînd grupe mici) și că, dacă se ține cont de toate tipurile de alternanțe fonetice, numărul grupelor ajunge la cîteva zeci, fără a include verbele neregulate.

### Mod
Modul este o categorie gramaticală, specifică verbului, care indică raportarea la realitate a acțiunii sau a stării exprimate de verbul respectiv. El este asociat cu alte categorii ale verbului, ca timpul și aspectul.

#### Moduri personale

##### Forme verbale predicative
În limba română există cinci moduri personale. Aceste moduri personale au rol numai de predicat.
Indicativ
- Prezent: Învăț, înveți, învață, învățăm, învățați, învață
- Trecut:

- Perfect compus - exprimă un proces trecut și încheiat dar neprecizat în timp

Am învățat, ai..., a..., am..., ați..., au învățat
- Imperfect - exprimă un proces trecut dar neterminat în momentul vorbirii

Învățam, învățai, învăța, învățam, învățați, învățau
- Mai mult ca perfect - exprimă un proces trecut și încheiat înaintea altui proces trecut și încheiat

Învățasem, învățaseși, învățase, învățaserăm, învățaserăți, învățaseră
- Perfect simplu - exprimă un proces trecut și încheiat momentan sau într-un interval de timp delimitat

Învățai, învățași, învăță, învățarăm, învățarăți, învățară
- Viitor: Voi învăța, vei..., va..., vom..., veți..., vor învăța
- Viitor anterior: Voi fi învățat, vei..., va..., vom..., veți..., vor fi învățat
- Viitor popular: O să învăț, o să înveți, o să învețe, o să învățăm, o să învățați, o să învețe

Condițional-optativ
- Prezent:

- Aceste scînduri ar fi cam greu de ridicat.
- M-aș duce dar n-am chef.
- Chestiile astea nu v-ar ajuta cu nimic.
- Ți-aș da-o dar am pierdut-o.

- Perfect:

- Aceste scînduri ar fi fost cam greu de ridicat.
- M-aș fi dus dar n-aveam chef.
- Chestiile astea nu v-ar fi ajutat cu nimic.
- Ți-aș fi dat-o dar am pierdut-o.

Imperativ. Modul imperativ este un mod personal (predicativ) care exprimă o poruncă (imperativ își are originea în latinescul „imperare”, care înseamnă a porunci), un îndemn, o rugăminte sau un sfat:
- Pleacă!
- Scoală-te!
- Urmărește-i!
- Povestiți-ne!

Conjunctiv
- Prezent:

- Mi-aș dori să pot.
- Vrem ca tu să ne arăți.
- Majoritatea copiilor nu vor decît să se joace.

- Perfect:

- Mi-aș dori să fi putut.
- Voiam ca tu să ne fi arătat.
- Mai bine ar fi fost să ne fi dus altundeva.

Prezumtiv
- Prezent:

- Crezi că o fi acolo?
- Ne-or vedea dacă-l facem aici?
- S-or duce fără noi?

- Perfect:

- L-o fi mîncat?
- O fi fost în sală?
- O fi plecat deja, dar nu sînt sigur.

#### Moduri nepersonale

##### Forme verbale nepredicative
Formele verbale nepredicative/nepersonale sînt uneori considerate moduri împreună cu cele personale, dar, din cauza unor diferențe fundamentale în de natură semantică, morfologică și sintactică, în gramatica modernă sînt luate separat. În limba română există patru forme verbale nepredicative. Acestea nu au rol de predicat.
Infinitiv
- Ți-am dat-o pentru a te ghida.
- A se păstra în loc răcoros și uscat.
- A învăța bine o limbă străină poate dura ani.
- Au luat-o fără a ști ce să facă cu ea.

Participiu
- Pariul a fost mărit.
- Căsătoria ne va fi binecuvîntată.
- Hoții erau înconjurați.
- Cămășile au fost șifonate.

Gerunziu
- M-am încălțat în grabă, uitînd să mă leg la șireturi.
- I-a enervat pe toți, netăcînd din gură.
- M-am trezit, nemaiputînd dormi.
- Ne-am dus la piață gîndindu-ne la ce să cumpărăm.

Supinul este o formă impersonală și nepredicativă a verbului avînd în general trăsături substantivale:
- Mersul pe jos este sănătos.
- Nu mă deranjează lătratul cîinilor.
- A răcit după atîta așteptat în ploaie.
- Frigul nu mai este de suportat.
- Fumatul interzis!

### Diateza
Prin diateză se exprimă relația dintre acțiune și participanții la aceasta: agentul (cel care face acțiunea) și pacientul (cel care suferă consecințele acțiunii). În funcție de definiția exactă a diatezei și de criteriile care decurg din definiție, limba română are un număr de diateze care variază între două și șase. În toate analizele apar diateza activă și cea pasivă, la care se mai pot adăuga următoarele diateze: reflexivă, impersonală, reciprocă și dinamică. Gramatica limbii române (Editura Academiei, 2005) propune un sistem de trei diateze aflate în două relații de opoziție: activă vs pasivă și activă vs impersonală, renunțînd astfel la diateza reflexivă.
Exemple:
- Diateza activă în contrast cu cea pasivă: Copiii au cules cireșe. - Cireșele au fost culese de copii.
- Diateza activă în contrast cu cea impersonală: Salariații cîștigă mult. - Se cîștigă mult.